# Championnat de Suisse féminin de basket-ball de deuxième division
Le Championnat Suisse féminin de basket-ball de LNB, dénommé Ligue Nationale B féminine (LNBF), est une compétition de basket-ball qui est pour la Suisse le 2e échelon national. 
Il se déroule annuellement sous forme d'un championnat puis de playoff. Une saison du championnat commence en automne et se termine au printemps suivant.
La LNB féminine existe depuis 1994. Jusqu'à la saison 2015-2016, c'est la Ligue nationale de basket-ball qui organise la compétition. Dès la saison 2016-2017, c'est Swiss Basketball qui organisera le championnat de Suisse de basket-ball.

## Histoire
Le 1er championnat de LNB féminin  a eu lieu lors de la saison 1994-1995

## Palmarès
| Saison    | Vainqueur                           |
| --------- | ----------------------------------- |
| 2015/2016 | Portes du Soleil BBC Troistorrents  |
| 2014/2015 | BC Alte Kanti Aarau                 |
| 2013/2014 | Luzern Amazons Highflyers           |
| 2012/2013 | Elfic Fribourg Génération           |
| 2011/2012 | Sopraceneri Bellinzona              |
| 2010/2011 | LNB Prom - Ovronnaz-Martigny Basket |
|           | LNB - Lancy Basket                  |
| 2009/2010 | LNB Prom - SC Uni Basel Basket      |
|           | LNB - Martigny-Rhône Basket         |
| 2008/2009 | LNB Prom - Brunnen Basket           |
|           | LNB - Nyon Basket féminin II        |
| 2007/2008 | Sierre Basket                       |
| 2006/2007 | Lancy Meyrin Basket                 |
| 2005/2006 | Sierre Basket                       |
| 2004/2005 | Brunnen Basket                      |
| 2003/2004 | Lancy Meyrin Basket                 |
| 2002/2003 | Hélios Basket                       |
| 2001/2002 | Carouge Basket                      |
| 2000/2001 | City Fribourg BBC                   |
| 1999/2000 | SP Star Gordola                     |
| 1998/1999 | Fémina Lausanne                     |
| 1997/1998 | BCTV Sursee                         |
| 1996/1997 | Carouge Basket                      |
| 1995/1996 | Espérance sportive Pully            |
| 1994/1995 | SP Star Gordola                     |